# قائمة أكواد المراجعة التاسعة للتصنيف الدولي للأمراض
القائِمة التالية هي قائمة أَكواد المُراجعة التاسعة للتصنيف الدُولي للأمراض (بالإنجليزية: List of ICD-9 codes)‏، مَع العِلم أنَّ ت.د.أ هي اختصار التصنيف الدولي للأمراض، وبناءاً عليها القائِمة كالتالي:
- قائمة أكواد المراجعه التاسعه ت.د.أ (001–139): الأمراض المعدية والطفيلية
- قائمة أكواد المراجعه التاسعه ت.د.أ (140-239): الأورام
- قائمة أكواد المراجعه التاسعه ت.د.أ (240-279): الغدد الصماء وأمراض التغذية والأيض واضطرابات المناعة
- قائمة أكواد المراجعه التاسعه ت.د.أ (280-289): أمراض الدم وأعضاء تكوينه
- قائمة أكواد المراجعه التاسعه ت.د.أ (290-319): الاضطرابات النفسية
- قائمة أكواد المراجعه التاسعه ت.د.أ (320-359): أمراض الجهاز العصبي
- قائمة أكواد المراجعه التاسعه ت.د.أ (360-389): أمراض الحواس
- قائمة أكواد المراجعه التاسعه ت.د.أ (390-459): أمراض جهاز الدوران
- قائمة أكواد المراجعه التاسعه ت.د.أ (460-519): أمراض الجهاز التنفسي
- قائمة أكواد المراجعه التاسعه ت.د.أ (520-579): أمراض الجهاز الهضمي
- قائمة أكواد المراجعه التاسعه ت.د.أ (580-629): أمراض الجهاز البولي التناسلي
- قائمة أكواد المراجعه التاسعه ت.د.أ (630-679): مضاعفات الحمل والولادة والنفاس
- قائمة أكواد المراجعه التاسعه ت.د.أ (680-709): أمراض الجلد والنسيج تحت الجلدي
- قائمة أكواد المراجعه التاسعه ت.د.أ (710-739): أمراض الجهاز الحركي والنسيج الضام
- قائمة أكواد المراجعه التاسعه ت.د.أ (740-759): التشوهات الخلقية
- قائمة أكواد المراجعه التاسعه ت.د.أ (760-779): ظروف معينة تنشأ في فترة ما قبل الولادة
- قائمة أكواد المراجعه التاسعه ت.د.أ (780-799): الأعراض والعلامات والحالات صعبة التحديد
- قائمة أكواد المراجعه التاسعه ت.د.أ (800-999): التسمم والإصابات
- قائمة أكواد المراجعه التاسعه ت.د.أ (E&V): الأسباب الخارجية للإصابات والتصنيف التكميلي